# 押川敦治
押川 敦治（おしかわ あつし、1999年5月22日 - ）は、ジャパンラグビーリーグワンクボタスピアーズ船橋・東京ベイに所属するラグビーユニオン選手。

## プロフィール
- 大阪府豊中市出身[1]。
- ポジションはスタンドオフ(SO)、センター(CTB)、フルバック(FB) 。
- 身長 175 cm、体重 87 kg

## 来歴
2018年、京都成章高校卒業後、帝京大学に入る。なお京都成章高校時代、高校日本代表に選ばれたことがある。
2021年、帝京大学ラグビー部の副将に就任。
2022年、帝京大学卒業後、クボタスピアーズ船橋・東京ベイに加入。
2023年1月8日に行われたJAPAN RUGBY LEAGUE ONE第3節花園近鉄ライナーズ戦にて途中出場でリーグワン公式戦初出場を果たした。